# Masía Fortificada Torre Barreda
La Masía Fortificada Torre barreda, o Torre barreda, es un edificio agrícola y residencial fortificado, situado en un llano cultivado en el término municipal de Villafranca, aunque separado del núcleo poblacional, en la comarca del Alto Maestrazgo.
Declarada de forma genérica Bien de Interés Cultural, presentando anotación ministerial 28376 y presentando anotación ministerial del 28 de noviembre de 2011.

## Historia
Dispersas por el término municipal de Villafranca del Cid existen una gran cantidad de masías fortificadas. Se considera que una de las razones de su existencia y número se debe a que la zona de Villafranca del Cid no contaba con un castillo que permitiera a los agricultores diseminados por la zona, refugiarse en caso de peligro. Si tenemos en cuenta que esta zona ha estado involucrada en todos los conflictos bélicos, desde la reconquista a la guerra del 36, (Guerra de Sucesión, Guerra de Independencia, Guerras Carlistas, disputas con la vecina Morella…), puede entenderse la necesidad de crear espacios fortificados cerca de los núcleos agrícolas en donde se concentraba cierto número de población que vivía de las explotaciones agrarias del altiplano en el que se situaban.
Originariamente se trata de una alquería musulmana que fue evolucionando hasta transformarse en masía, en la que la torre queda incrustada, presentando solamente una fachada exenta.

## Descripción
La masía se localiza en un paraje de suave pendiente al sudoeste. La zona se utiliza para el cultivo agrícola y para la explotación ganadera, dividida en parcelas por muros de poca altura hechos de mampostería en seco.
El edificio principal, que hacía las veces de residencia de masoveros, presenta planta rectangular y la torre se sitúa en uno de sus extremos, aunque al ampliar la masía se construyó otro edificio que se adosó a la torre en su lado norte. La torre es de planta cuadrada y tres alturas contando la planta baja. La cubierta, al igual que la casa de los masoveros es de una sola vertiente y cuenta con inclinación para evitar la acumulación de agua durante las lluvias, rematándose, en ambos edificios con tejas árabes. Además hay otros edificios de una sola planta que se utilizan para las labores típicas de la masía, corrales, establos y almacenes.
La torre es de fábrica de mampostería y pequeños sillares en el cuerpo principal, tiene reforzadas las esquinas con sillares de mayor calidad; presenta todavía restos de ventanas y puertas con dintel de sillares pequeños. La prolongación de las viguetas de la cubierta dan lugar al alero.